# Athyrium yuanyangense
Athyrium yuanyangense är en majbräkenväxtart som beskrevs av Yin Tang Hsieh och W. M. Chu. Athyrium yuanyangense ingår i släktet Athyrium och familjen Athyriaceae. Inga underarter finns listade.